# One shot (pel·lícula)
One shot és una pel·lícula de thriller d'acció britànica del 2021 dirigida per James Nunn i protagonitzada per Scott Adkins, Ashley Greene Khoury i Ryan Phillippe. La pel·lícula segueix un equip de SEAL que realitza una missió de transport d'un presoner mentre tracta amb els insurgents que persegueixen el mateix presoner. Destaca per haver estat muntada perquè semblés com si fos rodada en una única presa contínua. Es va estrenar a càrrec d'Screen Media Films als cinemes i a la carta el 5 de novembre de 2021. Va rebre crítiques en diversos sentits. S'ha doblat i subtitulat al català.
Screen Media Films va adquirir els drets de distribució als Estats Units l'agost de 2021. La pel·lícula es va estrenar als cinemes i a la carta el 5 de novembre de 2021.
El febrer de 2023, Scott Adkins a les seves xarxes socials oficials va revelar que estava treballant en una seqüela titulada One More Shot.